# Seigneurie de la Nouvelle-Longueuil

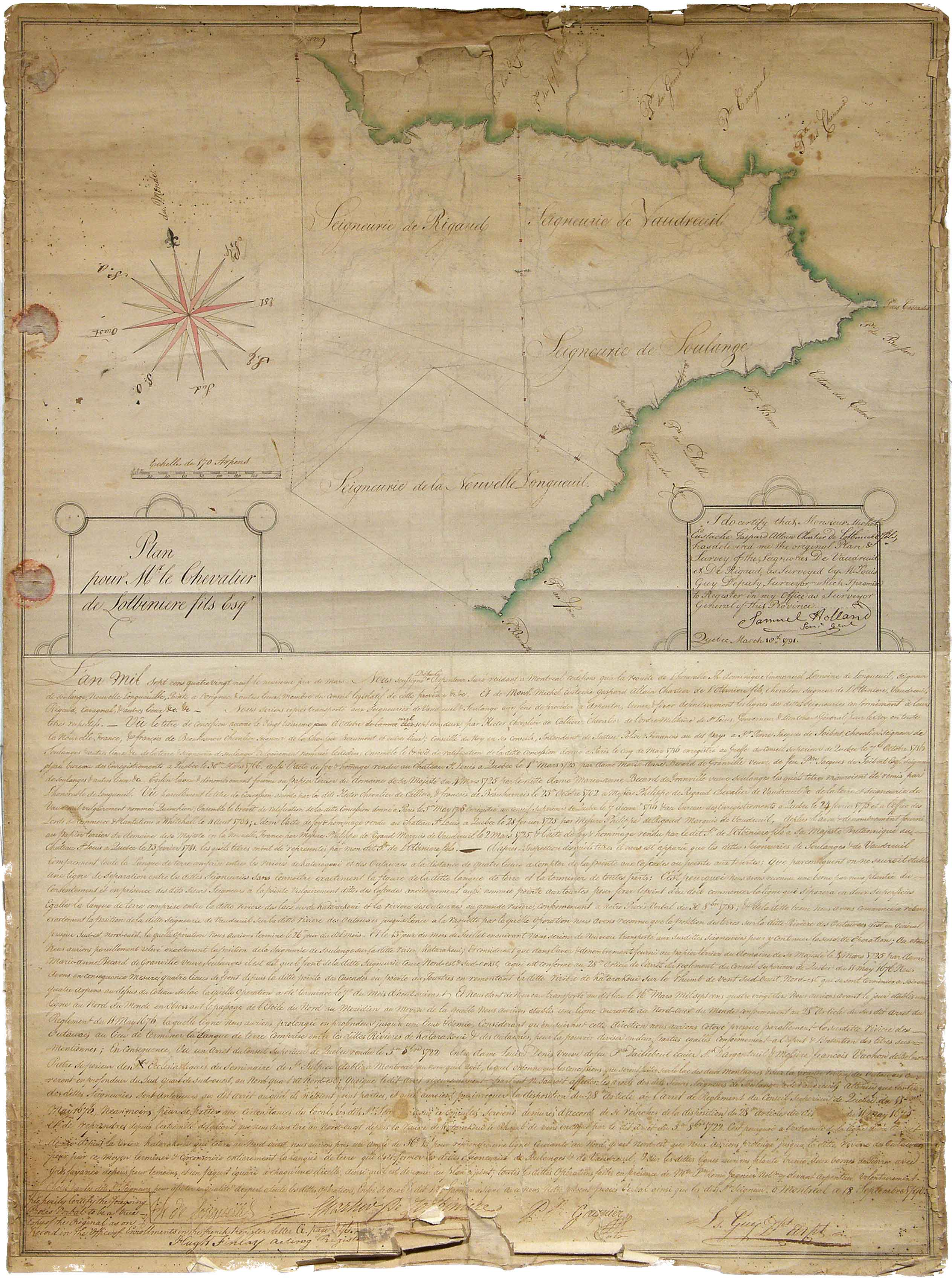
Carte de la région, 1791

La seigneurie de Nouvelle-Longueuil était une seigneurie lors de la colonisation française de la Nouvelle-France. 

## Histoire
La seigneurie de Nouvelle-Longueuil est concédée au Chevalier Paul-Joseph Le Moyne de Longueuil le 21 avril 1734, à l'extrémité ouest du domaine seigneurial, sur la rive gauche du fleuve Saint-Laurent, dans la région de la Montérégie. Il s'agit de l'une des dernières concessions de seigneuries en Nouvelle-France, à la même période que la création de la seigneurie de Rigaud. Paul-Joseph Le Moyne de Longueuil est déjà seigneur de Soulanges. Celle-ci et la seigneurie de Nouvelle-Longueuil forment un même patrimoine. Ces seigneuries, de même que la seigneurie de la Pointe-à-l'Orignal, que possède également Longueuil, sont situées le long des routes du commerce des fourrures avec l'Ouest ou les Pays d'en Haut. 
La seigneurie de Nouvelle-Longueuil couvre une superficie de 2 lieues de front sur 3 lieues de profondeur. Elle est limitrophe de la seigneurie de Soulanges. Son territoire correspond aux municipalités actuelles de Saint-Polycarpe, Saint-Télesphore, Saint-Zotique, Les Coteaux et Rivière-Beaudette.
La rue de la Nouvelle-Longueuil à Saint-Polycarpe rappelle la seigneurie.

### Seigneurs
| Période   | Seigneur                                        |
| --------- | ----------------------------------------------- |
| 1734-1768 | Paul-Joseph Le Moyne                            |
| 1768-1807 | Joseph-Dominique-Emmanuel Le Moyne de Longueuil |
| 1807-1832 | Jacques-Philippe Saveuse de Beaujeu             |
| 1832-1865 | Georges-René Saveuse de Beaujeu                 |